# Europaparlamentets utskott för rättsliga frågor
Europaparlamentets utskott för rättsliga frågor (franska: Commission des affaires juridiques, JURI) är ett av Europaparlamentets 20 ständiga utskott för att bereda ärenden i parlamentet.
Utskottets nuvarande ordförande, vald den 10 juli 2019, är den brittiska Europaparlamentsledamoten Lucy Nethsingha (RE).

## Infosoc-direktivet
Utskottet har under 2015 bland annat uppmärksammats för dess roll i en översyn av 2001 års Infosoc-direktiv (upphovsrätten i det moderna informationssamhället). Ordinarie ledamoten Julia Reda utsågs i november 2014 till föredragande i frågan. Hon lade i januari 2015 fram ett utkast, som utskottet under våren 2015 delvis arbetat om. Hennes ursprungliga förslag, om en modernisering och EU-harmonisering av EU-lagstiftningen angående panoramafrihet, modifierades senare via ett tillägg författat av vice ordföranden Jean-Marie Cavada. 9 juli 2015 röstade Europaparlamentet i plenum om hela förslaget, som godkändes i sin helhet; dock ströks paragrafen om panoramafrihet från rapporten efter oenighet om ordalydelsen.

## Presidium
| Namn                   | Funktion i utskottet | Land           | Gruppering | Bild |
| ---------------------- | -------------------- | -------------- | ---------- | ---- |
| Lucy Nethsingha        | Ordförande           | Storbritannien | RE         |      |
| Sergey Lagodinsky      | Vice ordförande      | Tyskland       | G/EFA      |      |
| Marion Walsmann        | Vice ordförande      | Tyskland       | EPP        |      |
| Iban García del Blanco | Vice ordförande      | Spanien        | S&D        |      |
| Raffaele Stancanelli   | Vice ordförande      | Italien        | ECR        |      |